# サンタレン (化合物)
サンタレン（santalene）は、ビャクダン (Santalum album) から取れる白檀油にα-サンタレンあるいはα-サンタロールの形で存在する三環式セスキテルペンである。ラベンダー油には (−)-α-サンタレンがわずかに含まれている。白檀油の香りの主成分はサンタロールであるが、関連する炭化水素、アルコール、アルデヒド、酸も含まれている。α-サンタレン類縁体は三環性構造であるが、β-サンタロールおよびβ-サンタレンはビシクロ [2.2.1] ヘプタン構造を有している。サンタレンは初めて正しい分子式が明らかにされたセスキテルペンであり、1910年、フリードリヒ・セムラー (Friedrich William Semmler) による。